# Christian Lopez
Christian López (Aïn Témouchent, Algèria, el 15 de març de 1953) és un exfutbolista francès que jugava com a defensa, i que va ser internacional amb la selecció francesa de futbol, amb la qual va participar en dos mundials.